# Кавн (город)

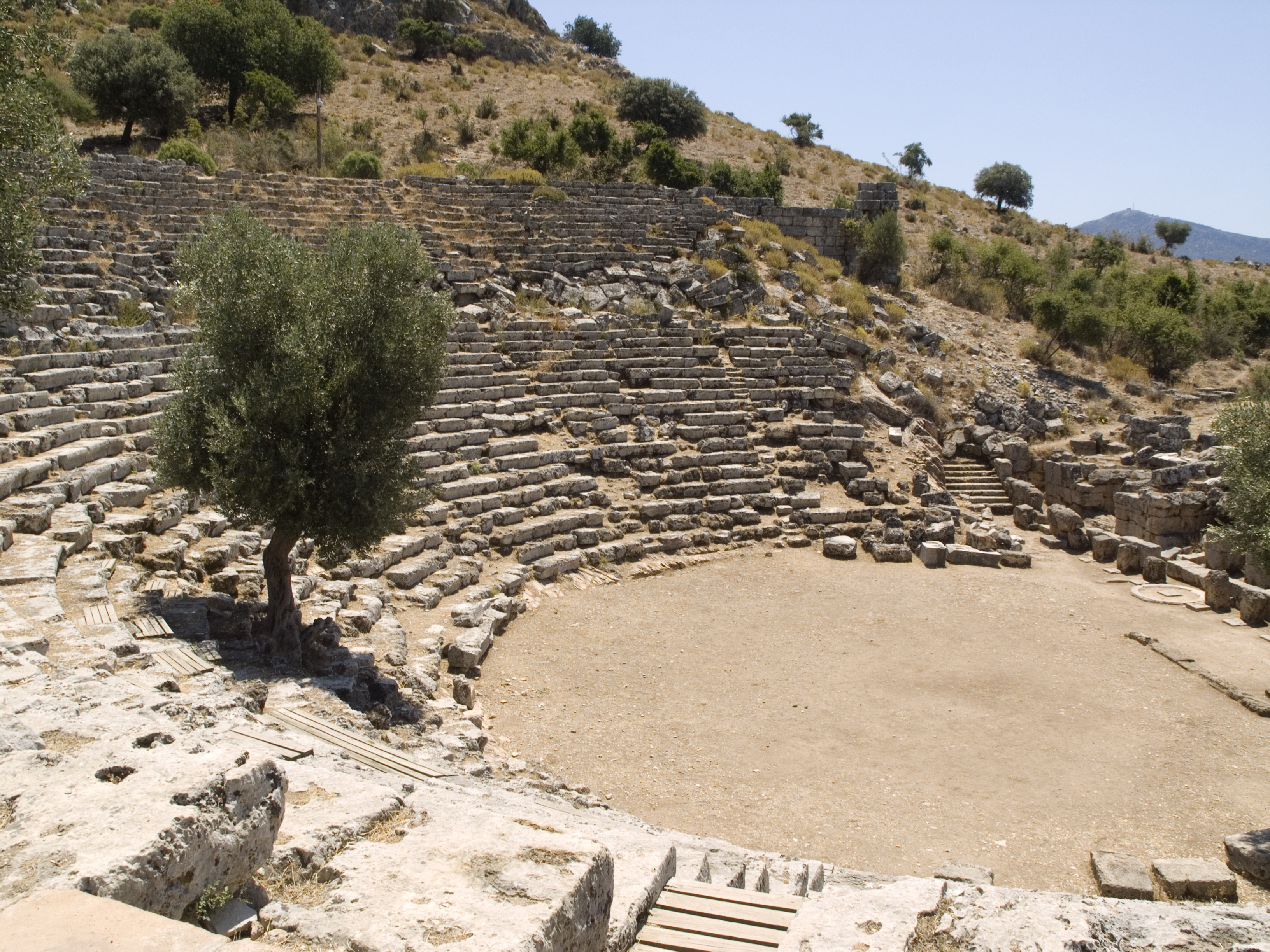
Руины театра

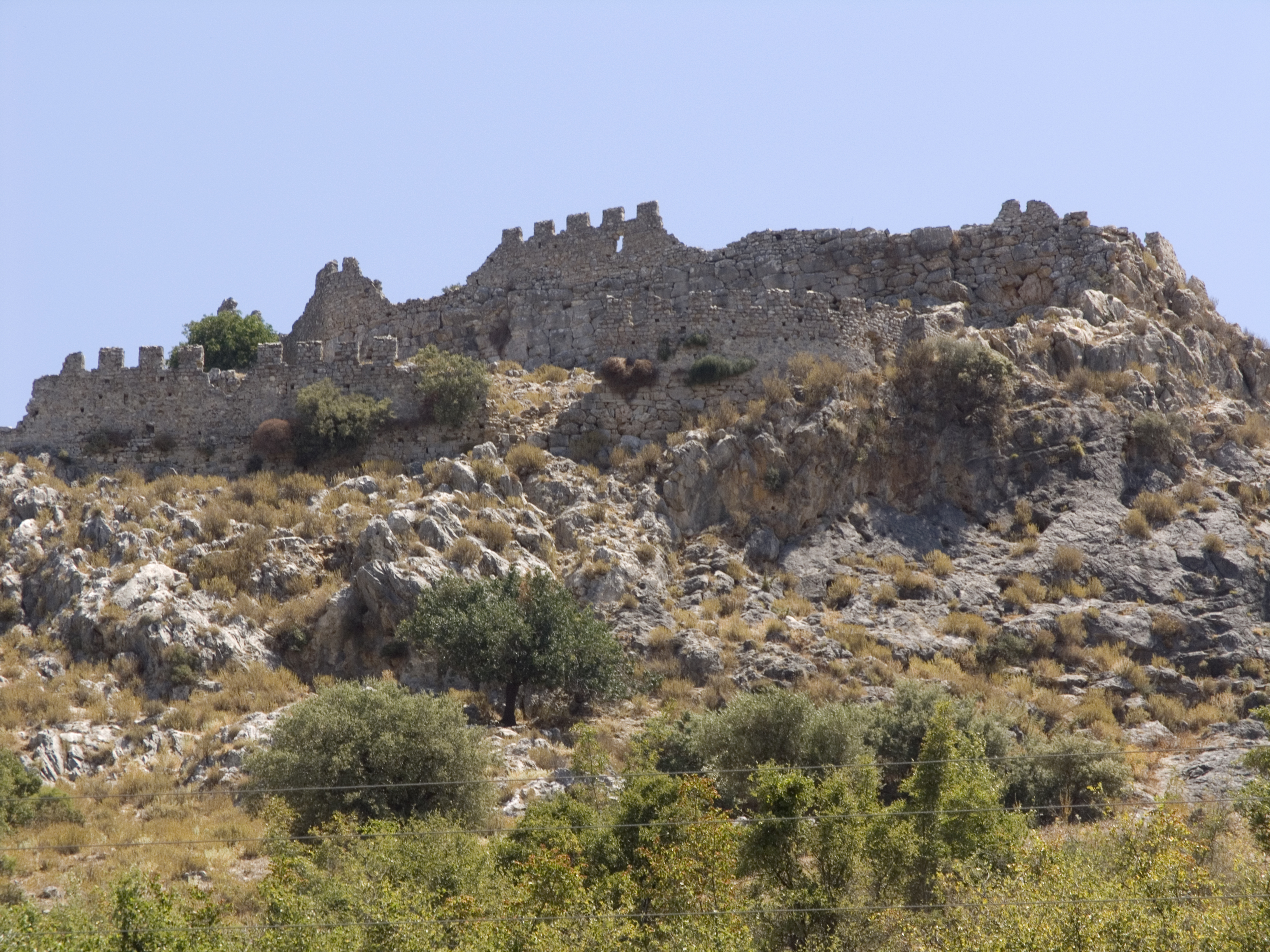
Стены цитадели

Кавн (карийск. kbdynš, др.-греч. Καῦνος) — античный город в Карии. В настоящее время сохранились его руины в провинции Мугла (Турция), недалеко от современного города Дальяна.
Большая часть города располагался на западном берегу реки Калбис (Calbis), служившей границей Карии с Ликией. Находясь в пределах Карии, город тем не менее не принадлежал к карийским или греческим колониям. Заселявший его народ отличался от окружающих племен.
Согласно древнегреческому мифу, город основал Кавн, сын Милета, который бежал в здешние края из-за трагических отношений со своей сестрой Библис. Город Милет в древности был карийским, что указывает на родство народа Кавна с карийцами.
Геродот, уроженец Галикарнаса в Карии, так писал про жителей Кавна следующее :
Что до кавниев, то они, мне думается, — исконные жители [материка]; сами же они тем не менее считают себя пришельцами с Крита. Похож ли их язык на карийский или, наоборот, карийский схож с кавнийским, я не могу это точно решить. По обычаям же они сильно отличаются не только от карийцев, но и от всех прочих народов.
Кавн оказал сопротивление полководцу персидского царя Кира Гарпагу, но был покорен в 540-х гг. до н. э.
Кавн — родина великого скульптора Протогена.